# Elisabeth von Hessen (1539–1582)

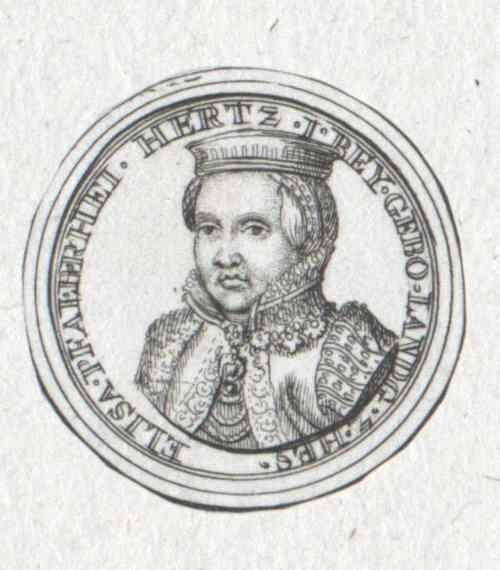
Elisabeth von Hessen

Elisabeth von Hessen (* 13. Februar 1539 in Kassel; † 15. März 1582 in Heidelberg) war Prinzessin von Hessen und durch Heirat Kurfürstin von der Pfalz.

## Leben
Elisabeth war eine Tochter des Landgrafen Philipp I. von Hessen (1504–1567) aus dessen Ehe mit Christine (1505–1549), Tochter des Herzogs Georg von Sachsen.
Sie heiratete am 8. Juli 1560 in Marburg Kurfürst Ludwig VI. von der Pfalz (1539–1583). Das Paar residierte bis zur Regierungsübernahme Ludwigs in Amberg. Auch unter dem Einfluss seiner strenggläubigen lutherischen Ehefrau restituierte Ludwig das Luthertum in der Kurpfalz.
Der ständig kränkelnde Ludwig hatte in seinem Testament, neben Herzog Ludwig von Württemberg und Markgraf Georg Friedrich von Ansbach, auch seine Gemahlin Elisabeth und ihren Bruder Ludwig zu Vormündern für seinen Sohn Friedrich bestimmt. Doch den Posten als Administrator der Kurpfalz beanspruchte Pfalzgraf Johann Kasimir von Simmern als Agnat des Kurprinzen für sich. Gemeinsam mit den Mitvormündern prozessierte Elisabeth erfolglos beim Reichskammergericht gegen Johann Kasimir. Dabei wurde Johann Kasimir auch von Elisabeths Bruder Wilhelm unterstützt, der den strengen lutherischen Einfluss auf Friedrich und die Politik der Kurpfalz durch seine Schwester fürchtete.
Elisabeth unterzog sich ab 1580 wegen ihres „Podagras“ balneologischen Behandlungen im Solbad von Offenau, das zuvor von Georg Marius, ihrem und ihres Ehemanns Leibarzt seit 1576, ärztlich begutachtet wurde. Sie starb (an einem – wie aus Briefen und Konsilien Marius’ an Elisabeths Ehemann Kurfürst Ludwig VI. hervorgeht – mit schmerzlosem Eiter- und Blutausfluss aus dem Darm verbundenen Leiden) schon ein Jahr vor ihrem Ehemann und wurde am 1. April 1582 in der Heiliggeistkirche zu Heidelberg bestattet.

## Nachkommen
Aus ihrer Ehe hatte Elisabeth zwölf Kinder, von denen nur drei das Erwachsenenalter erreichten:
- Anna Maria (1561–1589)

⚭ 1579 König Karl IX. von Schweden (1550–1611)
- Elisabeth (*/† 1562)
- Dorothea Elisabeth (*/† 1565)
- Dorothea (1566–1568)
- Friedrich Philipp (*/† 1567)
- Johann Friedrich (*/† 1569)
- Ludwig (1570–1571)
- Katharina (1572–1586)
- Christine, Pfalzgräfin von der Pfalz (1573–1619)
- Friedrich IV. (1574–1610), Kurfürst von der Pfalz

⚭ 1593 Prinzessin Luise Juliane von Nassau-Oranien (1576–1644)
- Philipp (*/† 1575)
- Elisabeth (1576–1577)